# Dennis Marschall

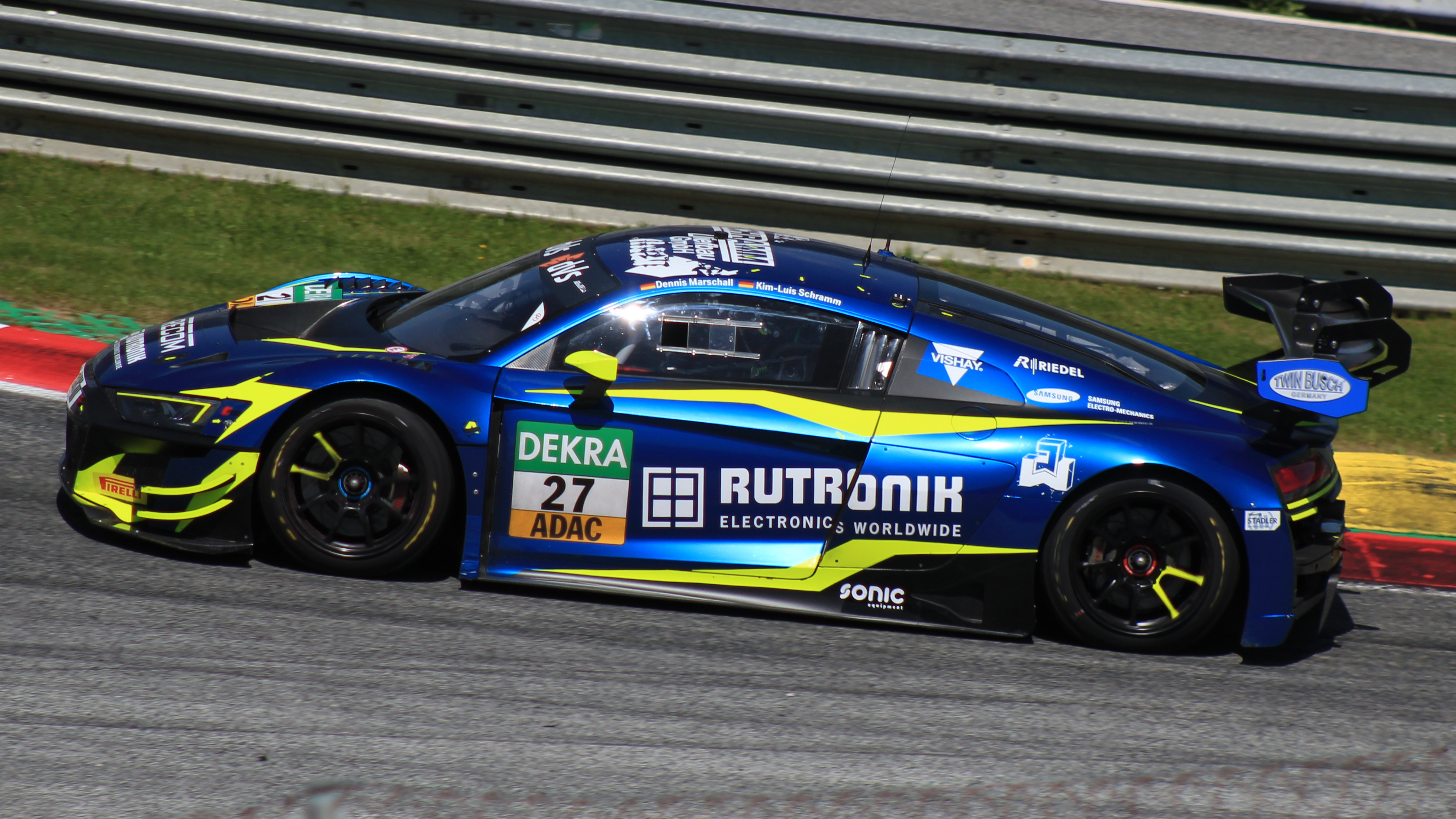
Dennis Marschall im Audi R8 LMS GT3 Evo 2022 am Red Bull Ring

Dennis Marschall (* 15. August 1996 in Karlsruhe) ist ein deutscher Automobilrennfahrer. Seit 2017 startet er im ADAC GT Masters.

## Karriere
Dennis Marschall startete 2007 im Kartsport und blieb diesem bis 2013 treu. Sein größter Erfolg war 2010 der Vizemeistertitel im ADAC Kart Masters. in der KF3 Klasse.
2014 gab er sein Debüt in der ADAC Formel Masters. Mit 3 Siegen und insgesamt 6 Podestplätzen beendete er die Saison mit 164 Punkten auf den 6. Gesamtrang.
2015 wechselte Marschall in den Audi Sport TT Cup und blieb dort 2 Jahre. Im ersten Jahr belegte er nach einer Pole-Position und einem Rennsieg mit 186,5 Punkten den 3. Gesamtrang und wurde im darauffolgenden Jahr mit 269 Punkten (6 Pole Positions, 5 Rennsiege) Vizemeister.
Seit 2017 startet Dennis Marschall im ADAC GT Masters. In seiner Debütsaison ging er für das Team Aust Motorsport an der Seite von Patric Niederhauser in einem Audi R8 LMS GT3 an den Start. Mit 34 Punkten beendeten beide die Saison auf den 21. Gesamtrang.
Ende September des gleichen Jahres am 5. Rennwochenende des GT4 Europacup (GT4 European Series Southern Cup) in Barcelona errang Marschall als Gaststarter an der Seite von Beitske Visser in einem BMW M4 GT4 im Team von Schubert Motorsport auf Anhieb den Sieg.
Mit neuem Teamkollegen ging es für ihn 2018 in seine zweite ADAC GT Masters Saison. An der Seite des Schweden Victor Bouveng steuerte Marschall einen BMW M6 GT3 im BMW Team Schnitzer. Beim 3. Rennwochenende auf dem Red Bull Ring erreichten die beiden ihren ersten Podestplatz in dieser Serie. Es sollte die einzige Platzierung in den Punkterängen für 2018 sein.
Im Debütanten-Team von HCB-Rutronik Racing und neuer Teamkollegin Carrie Schreiner steuerte Marschall 2019 einen Audi R8 LMS GT3 Evo. Im 1. Rennen des 6. Rennwochenendes erreichte er die Pole-Position, fuhr im Rennen die schnellste Runde und errang am Ende Platz 3. Mit 3 weiteren Punkteplatzierungen schlossen Marschall & Schreiner die Saison auf den 24. Gesamtrang ab.
2020 beendete er mit 33 Punkten auf dem 24. Gesamtrang.
Im selben Jahr hatte Dennis Marschall mehrere Gaststarts, so zum Beispiel bei den 24-Stunden-Rennen von Spa-Francorchamps im belgischen WRT-Team und den 9h von Kyalami im Rahmen der Intercontinental GT Challenge am 12. Dezember 2020.
2021 wurde er in den Fahrerkader von Audi Sport aufgenommen.
Im ADAC GT Masters blieb er im Team, welches unter "Rutronik Racing by TECE" an den Start ging. Neuer Teamkollege war Kim-Luis Schramm. Beim Sonntagsrennen auf dem Red Bull Ring am 13. Juni 2021 sicherte sich Marschall die Pole Position und holte zusammen mit Schramm am Ende Platz 2, was für Marschall das beste Ergebnis in dieser Serie bedeutete.
2022 wird Marschall wieder an der Seite von Schramm bei Rutronik Racing im ADAC GT Masters starten.

## Statistik

### Karrierestationen
- 2007–2013: Kartsport
- 2014: ADAC Formel Masters (Platz 6)
- 2015: Audi Sport TT Cup (Platz 3)
- 2016: Audi Sport TT Cup (Platz 2)
- 2017: ADAC GT Masters (Platz 21)
- 2018: ADAC GT Masters (Platz 28)
- 2019: ADAC GT Masters (Platz 24)
- 2020: ADAC GT Masters (Platz 24)
- 2021: ADAC GT Masters (Platz 11)